# Жеребило Сергій Васильович
Жеребило Сергій Васильович — голова Інгулецької районної у місті ради (м. Кривий Ріг), депутат районної у місті ради VI – VII скликання, заступник комбату 253-го окремого штурмового батальйону «АРЕЙ», капітан (позивний «Херсон»).

## Життєпис
Сергій Васильович народився 10 жовтня 1981 року в селищі Мирівське (м. Кривий Ріг). Навчався в Криворізькій загальноосвітній школі І–ІІ ступенів №76, згодом вступив до КЗО «Криворізький обласний ліцей-інтернат для сільської молоді».
У 2003-му році закінчив Криворізький державний педагогічний університет з кваліфікаційним ступенем «Спеціаліст» за спеціальністю «Педагогіка і методика середньої освіти «хімія-біологія».
У 2006-му році закінчив Криворізький економічний інститут Державного вищого навчального закладу «Київський національний економічний університет імені Вадима Гетьмана», захистивши диплом спеціаліста, за кваліфікацією «Маркетинг».
Згодом продовжив навчання в Дніпропетровському регіональному інституті державного управління Національної академії державного управління при Президентові України, який закінчив у 2016-му році за спеціальністю «Державне управління» з освітньо-кваліфікаційним рівнем магістра.

## Трудова діяльність
Свою трудову діяльність Сергій Жеребило розпочав у січні 2003-го року в Криворізькій загальноосвітній школі I-III ступенів №46 вчителем хімії та біології. У вересні 2005-го року повернувся до Криворізького обласного ліцею-інтернату для сільської молоді, але вже соціальним педагогом. А в 2006-му поповнив ряди виробничників, влаштувавшись до Інгулецького гірничо-збагачувального комбінату інженером. За час роботи на цьому промисловому підприємстві Сергій Васильович встиг здобути цінний досвід на посадах начальника бюро соціальних проєктів та начальника ДОТ «Альбатрос».
Старт політичної кар’єри Сергія Жеребило розпочався в листопаді 2010-го року. Тоді він увійшов до складу колективу виконкому Інгулецької районної у місті ради, де був призначений заступником голови районної у місті ради з питань діяльності виконавчих органів ради. А з 26 грудня 2018-го року Сергія Васильовича було обрано очільником Інгулецького району.

## Російсько-українська війна
З початку повномасштабного вторгнення на українські землі держави-терориста Сергій Жеребило залишається єдиним з очільників районів Кривого Рогу, який став на захист Батьківщини в лавах Збройних Сил України. У перші місяці війни Інгулецький район, а саме житломасив Інгулець, знаходився під постійним ворожим обстрілом. Ворог був всього в декількох десятках кілометрів від міста. Саме тоді Сергій Васильович ухвалив для себе дуже серйозне рішення – у березні 2022-го року, не маючи будь-якого воєнного досвіду, розпочав службу як стрілець стрілецького відділення стрілецького взводу стрілецької роти в/ч А4060. А вже в травні цього ж року його було призначено командиром інженерно-саперного взводу в/ч А4476. На той момент у складі добровольчого формування «Херсонський напрямок» він разом з іншими небайдужими інгульчанами брав участь у створенні фортифікацій на межі Херсонської, Дніпропетровської областей та півдня Кривого Рогу, а також займався евакуацією цивільного населення з непідконтрольних територій Херсонської області .
Серпень 2022-го року закарбується в історії України ще й як місяць створення 7-го окремого батальйону «АРЕЙ» УДА. Одним з двох його засновників став Сергій під позивним «Херсон», який він отримав під час виконання завдань у складі добровольців з «Херсонського напрямку». З моменту створення батальйону Сергій є заступником командира батальйону. Варто зауважити, що його кандидатуру на цю посаду було запропоновано самими військовими, які увійшли до складу батальйону.
Зараз Сергій Жеребило мужньо стоїть на захисті держави, продовжуючи піклуватися про рідний Інгулецький район.

## Родина
Одружений, має сина та доньку.

## Нагороди
- Грамота виконкому Криворізької міської ради (2012 рік);
- Почесна грамота Дніпропетровської обласної державної адміністрації (2012 рік);
- Нагрудний знак Криворізької міської ради «За заслуги перед містом» III ступеня (2017 рік);
- Нагрудний знак Криворізької міської ради «За заслуги перед містом» ІІ ступеня (2020 рік);
- Нагрудний знак Криворізької міської ради «За заслуги перед містом» І ступеня (2022 рік);
- Подяка Криворізького міського голови (2022 рік);
- Відзнака «За захист Криворіжжя» (2022 рік);
- Відзнака Всеукраїнського об’єднання «Країна» – медаль «За хоробрість в бою» (2023 рік);
- Нагрудний знак «Відзнака начальника регіонального управління сил територіальної оборони «Схід» III ступеня» (2023 рік);
- Відзнака Головнокомандувача Збройних сил України "СРІБНИЙ ХРЕСТ" (2024);
- Відзнака Головнокомандувача Збройних Сил України "За сумлінну службу" (2024 рік).